# Mark 36 (核爆弾)
Mark 36はアメリカ合衆国が開発した核爆弾。ロスアラモス国立研究所が開発した水素爆弾であり、アメリカ空軍の大型爆撃機に搭載された。
Mark 21核爆弾の発展改良型であり、Mark 21からの改装も含めて1956年から1958年に940発が生産された。サイズは直径1.43メートル～1.5メートル、長さ3.81メートル、重量Mod1=7.94トン・Mod2=8.1トン。核出力はMod1が9メガトン(9000キロトン)、Mod2が10メガトン(10000キロトン)。Mod1および2にはさらに残留放射能の面でダーティなY1とクリーンなY2のサブタイプがある。Y1はタンパーにウランを用い、Y2はタングステンなどを用いている。減速用パラシュートを有しており、信管は空中爆発と触発が用意された。Mark 36はより高威力のB41核爆弾に更新され、1962年に退役した。
チャック・ハンセンによると、Mark36は最大でクリーンバージョン(水爆)は6メガトン(6000キロトン)、ウランタンパーの3段階目の高速核分裂を用いたダーティーバージョン(3F爆弾)は19メガトン(19000キロトン)の威力をもつともいわれている。